# Cot Gurufai
Cot Gurufai is een bestuurslaag in het regentschap Pidie Jaya van de provincie Atjeh, Indonesië. Cot Gurufai telt 253 inwoners (volkstelling 2010).